# Playtonic Games
Playtonic Games est un studio de développement et d'édition de jeux vidéo britannique.

## Historique
Playtonic Games est fondé par six anciens membres de Rare : Gavin Price, Chris Sutherland, Steve Mayles, Jens Restemeier, Steven Hurst et Mark Stevenson. L'existence du studio est révélée le 10 février 2015.
Gavin Price déclare dans le magazine Edge de mars 2015 que le studio s'inscrit dans la continuité de ce que faisait Rare avant 2003 : « Imaginez qu'il y ait une ligne du temps alternative dans laquelle Rare serait devenu indépendant, au lieu d'être acheté par Microsoft. À quoi ressemblerait cette société ? Que serait-elle devenue ? Voilà notre ambition ».
Le premier jeu du studio, Yooka-Laylee, qu'ils considèrent comme une suite spirituelle à Banjo-Kazooie, sort le 11 avril 2017 sur Microsoft Windows, OS X, Linux, PlayStation 4 et Xbox One, puis le 14 décembre 2017 sur Nintendo Switch.
Le 8 octobre 2019 sort Yooka-Laylee and the Impossible Lair, qui fait suite à Yooka-Laylee. Comparé à son prédécesseur qui était un jeu de plates-formes entièrement en trois dimensions (3D), ce deuxième opus, bien que conservant des graphismes 3D, se base principalement sur un style de jeu « 2,5D » en vue de profil, s'inspirant notamment de la série des jeux Donkey Kong Country (créée par Rare).
En février 2021, Playtonic Games annonce que la société s'appellera dorénavant « Playtonic », et qu'elle lance un label d'édition nommé « Playtonic Friends »,.

## Jeux développés
| # | Titre                                | Année | Plates-formes                                                   |
| - | ------------------------------------ | ----- | --------------------------------------------------------------- |
| 1 | Yooka-Laylee                         | 2017  | Windows, MacOS, Linux, PlayStation 4, Nintendo Switch, Xbox One |
| 2 | Yooka-Laylee and the Impossible Lair | 2019  | Windows, PlayStation 4, Nintendo Switch, Xbox One               |

## Jeux édités
| Année | Titre                                | Plates-formes                                | Développeur     |
| ----- | ------------------------------------ | -------------------------------------------- | --------------- |
| 2021  | Demon Turf                           | Microsoft Windows, Nintendo Switch, Xbox One | Fabraz          |
| 2021  | BPM: Bullets Per Minute (en)         | Microsoft Windows, PS4, Xbox One             | Awe Interactive |
| 2021  | A Little Golf Journey                | Microsoft Windows, Nintendo Switch           | Okidokico       |
| 2022  | Lil Gator Game                       | Microsoft Windows, Nintendo Switch           | Megawobble      |
| 2022  | Blossom Tales 2: The Minotaur Prince | Microsoft Windows, Nintendo Switch           | Castle Pixel    |
| 2022  | Victory Heat Rally                   | Microsoft Windows, Nintendo Switch           | Skydevilplam    |